# Spartiniphaga lunaris
Spartiniphaga lunaris là một loài bướm đêm trong họ Noctuidae.